# 蜷川ヤエコ
蜷川 ヤエコ（にながわ ヤエコ）は、日本の漫画家・イラストレーター。

## 主な作品

### 連載
- 天保異聞 妖奇士（『ヤングガンガン』、スクウェア・エニックス）
- モノノ怪（原作：怪 〜ayakashi〜 製作委員会 アニメ「化猫」より、『ヤングガンガン』、スクウェア・エニックス）
- 新選組刃義抄 アサギ（『ヤングガンガン』、スクウェア・エニックス）
- 大江戸探偵ゑれきてる（『増刊ヤングガンガンビッグ』、スクウェア・エニックス）
- Uncanny Brains（原作：一色将宏、『月刊サンデージェネックス』、小学館）
- モノノ怪 -海坊主-（原作：〜モノノ怪〜製作委員会 アニメ「海坊主」より、脚本：小中千昭、『月刊コミックゼノン』、徳間書店）
- モノノ怪 -座敷童子-（原作：〜モノノ怪〜製作委員会 アニメ「座敷童子」より、脚本：高橋郁子・ヨコテミチコ、『月刊コミックゼノン』、徳間書店）
- モノノ怪 -鵺-（原作：〜モノノ怪〜製作委員会 アニメ「鵺」より、『月刊コミックゼノン』、徳間書店）
- モノノ怪 -のっぺらぼう-（原作：〜モノノ怪〜製作委員会 アニメ「鵺」より、『月刊コミックゼノン』、徳間書店）
- モノノ怪 -化猫-（原作：〜モノノ怪〜製作委員会 アニメ「化猫」より、『月刊コミックゼノン』、徳間書店）
- 空の青さを知る人よ（原作：超平和バスターズのアニメ「空の青さを知る人よ」より、『コミックNewtype』、KADOKAWA）[1]
- 刀剣乱舞 外伝 あやかし譚（原案：刀剣乱舞-ONLINE-、『ゼノン編集部』2022年2月18日[2] - 8月12日、徳間書店）

### イラスト
- 戦国アンソロジー
- 晴れときどき、乱心（著者：中谷航太郎、廣済堂モノノケ文庫、廣済堂出版）
- ヴァンパイア リヴァイヴ〜植物系男子と人でなし仲間の受難〜（著者：はるか 、ぽにきゃんBOOKSライトノベルシリーズ、ポニーキャニオン）

## その他
チャリティ活動にも取り組んでおり、東日本大震災の被災者を支援する為に他の漫画家と共同で東日本大震災チャリティ同人誌「pray for Japan」で執筆する。

## アシスタント
- 松本救助